# Hertberg
Hertberg is een natuurgebied en provinciaal domein dat zich bevindt ten zuiden van de tot de Antwerpse gemeente Herselt behorende plaats Bergom. Het is toegankelijk via de Diestsebaan 24a.
De familie De Merode bezat tot 2004 een landgoed van 1500 ha. Dit werd toen verkocht. Om versnippering te voorkomen werd ruim 300 ha van het door drie organisaties aangekocht: het oostelijk deel door het Agentschap Natuur en Bos, het westelijk deel door de Provincie Antwerpen en Witput-Kwacht door het Kempens Landschap.
De naam Hertberg is afkomstig van de 34 meter hoge getuigenheuvel die in dit gebied ligt. Het was een heidegebied dat echter al in 1775 -voornamelijk met naaldhout- was bebost. Van 2010-2014 werden werkzaamheden uitgevoerd om het gebied afwisselender en ook geschikt voor recreatie te maken.
Naast Corsicaanse den en grove den, vindt men er ook lijsterbes, sporkenhout, smalle stekelvaren, brede stekelvaren, blauwe bosbes en wilde kamperfoelie. Aanwezige dieren zijn onder meer: ree, vos, steenmarter,havik, buizerd, bosuil, zwarte specht en levendbarende hagedis.